# 밥 멜빈
밥 멜빈(Bob Melvin, 1961년 10월 28일 ~)은 미국 메이저리그 샌프란시스코 자이언츠의 감독으로, 전 야구 선수다.

## 출신 학교
- 멘로 아서톤 고등학교
- 캐나다 칼리지
- 캘리포니아 대학교 버클리 캠퍼스

## 등번호
- 18 (1985~1986)
- 7 (1986~1988)
- 9 (1986~1988)
- 36 (1989)
- 2 (1989~1992)
- 3 (1993, 2022~)
- 43 (1994)
- 49 (1994)
- 6 (2011~2021)